# The Barracudas
 (août 2019).
Si vous disposez d'ouvrages ou d'articles de référence ou si vous connaissez des sites web de qualité traitant du thème abordé ici, merci de compléter l'article en donnant les références utiles à sa vérifiabilité et en les liant à la section « Notes et références ».
Pour les articles homonymes, voir Barracuda (homonymie).
The Barracudas (les barracudas en français) était un groupe britannique de rock et de surf music formé en 1977 et principalement actif dans les années 1980.

## Historique
The Barracudas se forment à Londres en 1977 autour de Robin Wills et du rock-critique canadien Jeremy Gluck à la suite d'une rencontre au club Speakeasy, où Wills surprend une conversation de Gluck sur les Seeds. Ils recrutent Nick Turner à la batterie et David Buckley à la basse. 
De toutes les influences rock’n’roll qu’ils partagent, ils choisissent de devenir un groupe de Surf music. Leur premier 45T I Want My Woody Back en 1979 se vend à 5000 exemplaire et leur vaut la couverture du magazine Sounds, ainsi qu’un contrat avec la maison de disque EMI. Summer Fun/His Last Summer, le deuxième simple, atteint la 37e place dans les charts britanniques et restera, avec un passage à l'émission de télévision Top of the Pops, leur plus proche accès à la gloire.
Alors que EMI espère davantage de titres de Surf music pour continuer sur la lancée des premiers succès, les Barracudas se tournent vers une musique de plus en plus dure. Le premier album Drop out with the Barracudas montre déjà cette évolution. Une face est composée de titres Surf alors que la seconde comprend des titres plus violents, tels que I Saw My Death In A Dream Last Night (J’ai vu ma mort dans un rêve la nuit dernière). EMI se débarrasse rapidement de ce groupe à l'esprit trop indépendant et les Barracudas, considérés comme un groupe démodé alors que la vague des Nouveaux Romantiques déferle sur les hit-parades, se retrouvent sans maison de disques.
Après un changement de personnel au niveau de la section rythmique et l’arrivée à la guitare de Chris Wilson, ancien membre de The Flamin' Groovies, ils rencontrent au Havre Philippe Debris, qui forme le label Closer records pour sortir leur second album Mean Time. Un troisième album, Endeavour to Persevere, suivra en 1984, financé par l’album Live 83 sur Coyote records, faux bootleg (disque pirate) sorti en réalité par Closer et les Barracudas.
Plus populaire en France et dans le reste de l’Europe qu’au Royaume-Uni, le groupe se sépare en 1985 alors que Gluck veut se diriger vers une musique toujours plus dure et que Wills et Wilson penchent au contraire davantage vers un rock inspiré des Byrds. Gluck crée alors Civilisation Machine et, après un disque solo en compagnie de Nikki Sudden, devient romancier. Après un court épisode à la tête de The Fortunate Sons, Robin Wills devient consultant marketing, collaborant parallèlement à son travail avec de nombreux groupes, aidant à la production de disques des Mystics, Surrenders, Needles, Arhoolies, etc.
Les Barracudas se reforment en 1989 pour des tournées et un album, Waiting for Everything, qui sortira en 1991. Ils sont de nouveau ensemble en 2003 pour des tournées et un nouvel album, sorti en 2005.
En 2014, année de la renaissance du label CLOSER, celui-ci sort une édition collector "picture-disc" de Meantime.

### L'après Barracudas
- Robin Wills forme The Fortunate Sons avec Chris Wilson.
- Jeremy Gluck et Jim Dickson forment Civilisation Machine.
- Nick Turner a rejoint The Lords of the New Church.
- Jim Dickson a rejoint en Australie Radio Birdman et The New Christs

## Membres du groupe
- Jeremy Gluck : chant
- Robin Wills : guitare
- Chris Wilson : guitare, chant, jusqu'en 1985
- Nick Turner : batterie jusqu'en 1981
- David Buckley : basse jusqu'en 1981
- Jim Dickson : basse de 1981 à 1985
- Terry Smith : batterie de 1982 à 1985
- Steve Robinson : basse de 1989 à 1993
- Jay Posner : batterie de 1989 à 1993
- Robert Coyne : basse de 2003 à 2005
- Yan Quellien : batterie de 2003 à 2005

## Discographie
- I Want My Woody Back, (1979, Cell-Music), SP
- Drop Out With The Barracudas, (1981, Zono puis EMI)
- Mean Time, (1983, Closer records, reedition Mau Mau records 1995) + Réédition 2014 Closer records, pic-disc Ltd Ed.
- Live 83, (1983, Coyote records)
- Endeavour To Persevere, (1984, Closer records, reedition Mau Mau records 1995)
- The Big Gap, (1984, Coyote records)
- The complete EMI Recordings, (1990, EMI Canada) Compilation
- The Garbage Dump Tapes, (1989, Shakin' Street) Album inédit de 1982
- Wait For Everything, (1991, Shake)
- Two Sides Of A Coin 1979-1984, (1993, Anagram) Compilation
- This Ain't My Time: Anthology 1979-1990, (2001, Castle records) Compilation
- Barracudas, (2005, NDN records)